# عائلة مزالي
عائلة مزالي ( (بالعربية: أهل مزالي) ) هي عائلة تونسية ، خدم أفرادها في القضاء والجيش والإدارة. وكان لها دور في تاريخ تونس المعاصر.

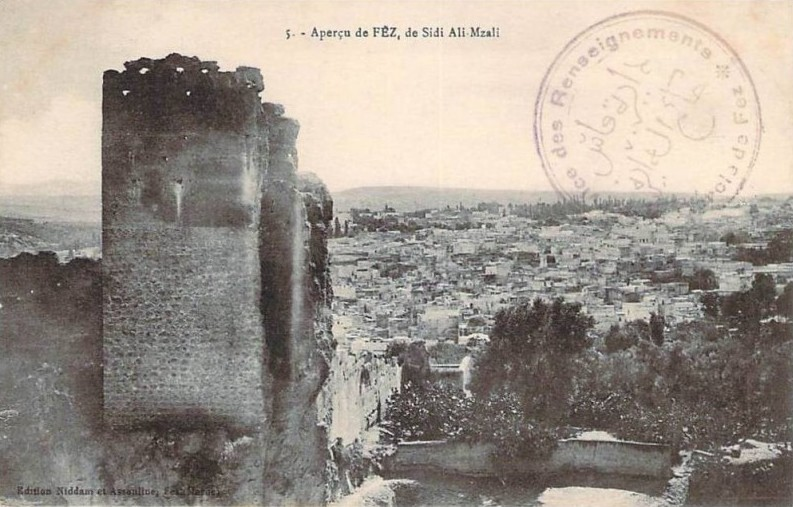
ضريح سيدي علي مزالي بفاس بدائرة البالي.

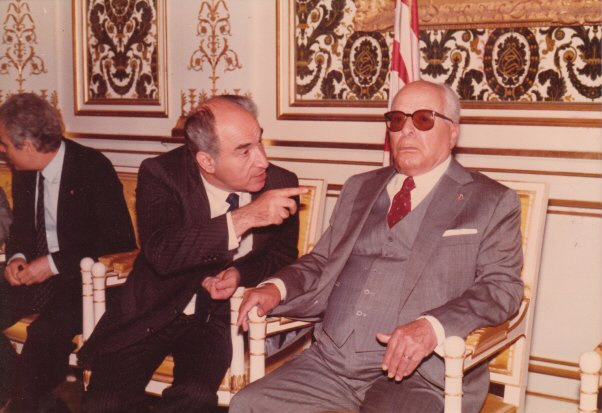
محمد مزالي مع الحبيب بورقيبة.

محمد صلاح مزالي ، في سيرته الذاتية "في الحياتي " فإن عائلة مزالي كانت من العرق البربري من اصول مغربية
كانت عائلة المزالي عائلة عريقة ذات شئن في البلاد. حيث تولى محمد مزالي مناصب مهمة في الدولة كان وزير

### التأسيس بالمنستير

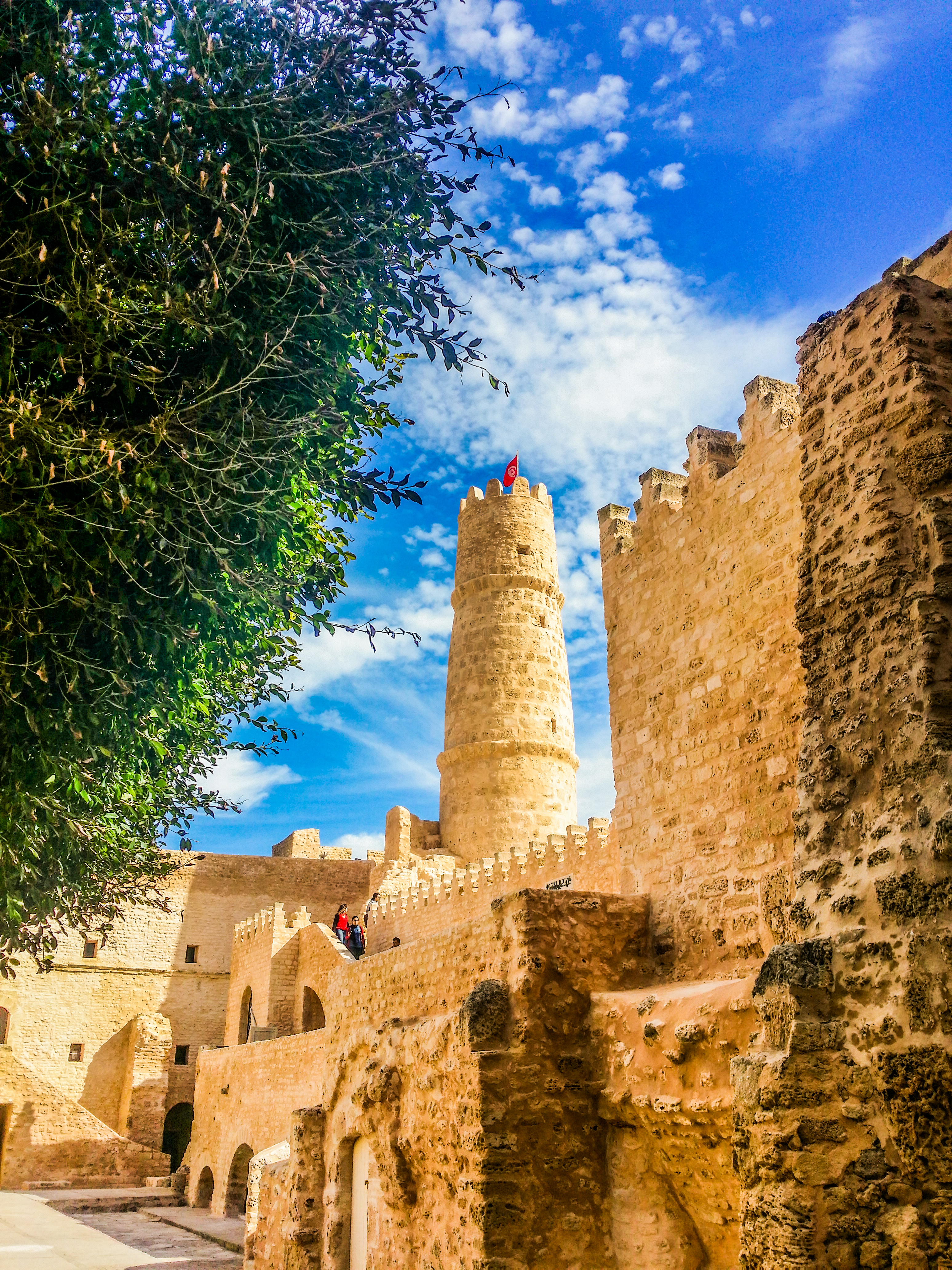
منظر لأسوار وأبراج الرباط الخارجية.

## فهرس
- Mohamed Salah Mzali (1972). Au fil de ma vie (بالفرنسية). Tunis: Hassan Mzali.
- Mohamed Mzali (2004). Un Premier Ministre de Bourguiba Témoigne (بالفرنسية). Tunis: Sud Editions. p. 443. Mzali-Un-Premier-Ministre-de-Bourguiba-Temoigne. Archived from the original on 2023-04-10.
- شارل أندري جوليان. Histoire de l'Afrique du Nord (بالفرنسية). Paris: Payot & Rivages. p. 866. ISBN:978-2-228-88789-2.